# Harvard University Professor
Na Universidade Harvard, o título de University Professor é uma honra concedida a um número restrito dos membros de seu corpo docente, cujo saber e outros trabalhos profissionais alcançaram distinção e influência específicas. A cátedra universitária é o mais notável posto de professor de Harvard.
Esta honraria foi criada em 1935 pelo President and Fellows of Harvard College para "indivíduos de distinção ... trabalhando nas fronteiras do conhecimento, e de modo a cruzar as fronteiras convencionais das especialidades". O número de professores universitários aumentou com novas doações para a universidade. Em 2006 havia 21 professores universitários em Harvard. A partir de 2017 existem 26 professores universitários.

## Atuais Harvard University Professors
- Adams University Professor - Eric Maskin[5]
- Paul and Catherine Buttenwieser University Professor - Carolyn Abbate[6]
- John Cogan University Professor - Stephen Greenblatt[7]
- James Bryant Conant University Professor - Stephen Owen
- James Bryant Conant University Professor - Danielle Allen
- Charles W. Eliot University Professor - Lawrence Summers[8]
- John Franklin Enders University Professor - Marc Kirschner[9]
- Alphonse Fletcher University Professor - Henry Louis Gates[3]
- Woodford L. and Ann A. Flowers University Professor - George Whitesides
- Joshua and Beth Friedman University Professor - Charles Lieber[10]
- Gerhard Gade University Professor - Barry Mazur[11]
- Lewis P. and Linda L. Geyser University Professor - William Julius Wilson[2]
- Kolokotrones University Professor - Paul Farmer[12]
- Thomas W. Lamont University Professor - Amartya Sen
- Bishop William Lawrence University Professor - Michael Porter[13]
- Carl M. Loeb University Professor - Laurence Tribe
- John and Natty McArthur University Professor - Rebecca M. Henderson[14]
- Samuel W. Morris University Professor - Dale W. Jorgenson
- Joseph Pellegrino University Professor - Peter Galison[15]
- Carl H. Pforzheimer University Professor - Ann M. Blair[16]
- A. Kingsley Porter University Professor - Helen Vendler[17]
- Three Hundredth Anniversary University Professor - Martha Minow[15]
- Timken University Professor - Irwin Shapiro
- Robert Walmsley University Professor - Cass Sunstein[18]
- Albert J. Weatherhead III University Professor -  Gary King[9]
- Xander University Professor - Douglas A. Melton[14]